# Tinajas
Tinajas község Spanyolországban, Cuenca tartományban. Tinajas Gascueña, Portalrubio de Guadamejud, Villalba del Rey, Castejón, Cuenca és Canalejas del Arroyo községekkel határos. Lakosainak száma 195 fő (2024).

## Népesség
A település népessége az utóbbi években az alábbiak szerint változott:
| Lakosok száma | 370  | 370  | 351  | 344  | 315  | 224  | 207  | 201  | 201  | 195  |
|               | 2001 | 2004 | 2006 | 2009 | 2011 | 2014 | 2016 | 2019 | 2021 | 2024 |